# Elisabeth Willeboordse
Elisabeth Willeboordse (Middelburg, 14 september 1978) is een voormalige Nederlandse judoka.
Ze trainde bij Budokan Rotterdam van Chris de Korte en Marjolein van Unen in Hoogvliet. Willeboordse won de gouden medaille in de gewichtsklasse tot 63 kg op het Europees kampioenschap van 2005. Een jaar later in Tampere werd ze verslagen in de halve finale door de uiteindelijke winnares van goud, Sarah Clark uit het Verenigd Koninkrijk en moest ze zich tevreden stellen met een bronzen medaille.
Willeboordse werd in 2005 uitgeroepen tot Rotterdams Sportvrouw van het jaar.
Op 5 mei 2007 behaalde Willeboordse haar derde Worldcup overwinning. Na de zeges in Vejen en de Superwereldbeker van Moskou won ze ook in Lissabon een gouden medaille. Op het WK in Rio de Janeiro voegde zij een bronzen medaille aan haar erelijst toe.
Zij maakte haar olympisch debuut op de Olympische Zomerspelen van 2008 in Peking, waar ze op 12 augustus een bronzen medaille haalde door in de verliezersfinale met een koka te winnen van Driulis González.
In augustus 2009 behaalde Willeboordse in Rotterdam het zilver bij de wereldkampioenschappen judo in de klasse tot 63 kilogram. Ze verloor in een volgepakt sportpaleis Ahoy de finale van de Japanse Yoshie Ueno. In de eindstrijd had ze last van haar rechtervinger die ze tijdens de halve finale tegen de Europees kampioene Urška Žolnir had geblesseerd. Deze schoot herhaaldelijk uit de kom, maar de match mocht van de scheidsrechter niet worden onderbroken om de vinger in te tapen.
In 2012 maakte Willeboordse bekend per direct te stoppen met judo.

## Defensie
Op 5 juli 2012 schreef minister Hans Hillen van Defensie in een brief aan de Tweede Kamer dat de krijgsmacht onder druk van de bezuinigingen per 1 december van datzelfde jaar zou stoppen met de Defensie Topsport Selectie. Dat betekende voor Willeboordse dat zij haar baan bij Defensie verloor.

## Erelijst
2000 Europese kampioenschappen teams, Aalst
 2005 Europese kampioenschappen (– 63 kg), Rotterdam
 2006 Europese kampioenschappen (– 63 kg), Tampere
 2007 Wereldkampioenschappen (– 63 kg), Rio de Janeiro
 2008 Olympische Spelen (– 63 kg), Peking
 2009 Wereldkampioenschappen (– 63 kg), Rotterdam
 2010 Europese kampioenschappen (– 63 kg), Wenen
 2010 Wereldkampioenschappen teams, Antalya